# Il male non muore mai
Il male non muore mai è un film per la televisione del 2003 diretto da Uli Edel.

## Trama
Dopo che la moglie viene uccisa da un serial killer e la sua carriera va in tilt, il detective Mark Ryan viene riassegnato alla sicurezza del campus di una università locale. Si imbatte così in un brillante scienziato che sta cercando di rianimare i morti e che inizia proprio con il cadavere dell'assassino della moglie di Mark. Quando la bella assistente dello scienziato, Eve, diventa prigioniera dell'assassino squilibrato, Ryan rischia la vita per salvarla dallo stesso destino subito dalla sua defunta moglie, solo per scoprire che Eve è una seduttrice ingannevole che ha attirato sia Ryan che la nemesi omicida di quest'ultimo nella sua rete.